# Kościół św. Wawrzyńca w Dąbrowie (powiat wieluński)
Kościół Świętego Wawrzyńca – rzymskokatolicki kościół parafialny należący do dekanatu Wieluń - Najświętszej Maryi Panny Pocieszenia archidiecezji częstochowskiej.

## Historia i architektura
Jest to gotycka orientowana wybudowana z kamienia polnego w XIV lub XV wieku, wieża została w późniejszych latach nadbudowana cegłą. Prostokątna nawa nakryta drewnianym stropem jest zamknięta od strony wschodniej węższym, także prostokątnym prezbiterium nakrytym sklepieniem krzyżowo-żebrowym, od strony zachodniej znajduje się wieża z kruchtą, wzniesiona na planie kwadratu. Wieża i prezbiterium są wzmocnione przyporami. Do północnej ściany prezbiterium jest dobudowana zakrystia nakryta sklepieniem kolebkowym, do nawy została dobudowana w latach późniejszych od strony północnej druga kruchta. Nawa od prezbiteriumjest oddzielona ostrołukową tęczą, w niej jest umieszczona belka tęczowa z krucyfiksem z XVIII wieku. Przejście na głównej osi z kruchty do nawy jest ostrołukowe. Nawę i prezbiterium nakrywa wspólny dach dwuspadowy, zakrystię nakrywa dach pulpitowy, wieżę nakrywa dach wielopołaciowy rozpłaszczony.
W ołtarzu głównym są umieszczone ludowe rzeźby świętych Małgorzaty i Mikołaja z Bari pochodzące z XVIII wieku, tabernakulum reprezentujące styl rokokowy, za ołtarzem głównym jest umieszczony ołtarz klasycystyczny wykonany w 1794 roku, malowany iluzjonistycznie przez Feliksa Zalewskiego. Do wyposażenia wnętrza należy także obraz świętego męczennika ozdobiony datą 1736 i pięć feretronów ludowych pochodzących z 1. połowy XIX wieku (na jednym jest umieszczona data 1844).
W wieży znajduje się dzwon z XV wieku ozdobiony napisem w formie gotyckiej minuskuły.

## Organy
Organy zostały wybudowane przez Włodzimierza Truszczyńskiego w 1977 roku. Jest to instrument systemu multiplex, remontowany w 2006 r. i w 2014 r. przez Dominika Grochalskiego. Posiadają wiatrownice stożkowe i imiech pływakowy. 
Dyspozycja instrumentu:
| Manuał I        | Manuał II       | Pedał           |
| --------------- | --------------- | --------------- |
| 1. Bourdon 8’   | 1. Kwintadena 8 | 1. Subbas 16’   |
| 2. Pryncypał 4’ | 2. Flet 41      | 2. Fletbas 8’ 4 |
| 3. Mixtura 4-5x | 3. Pryncypał 22 | 3. Pommer 4’ 5  |
|                 | 4. Acuta 5x3    |                 |